# 옴브로네강
옴브로네강(이탈리아어: Ombrone)은 중부 이탈리아 토스카나주에 흐르는 길이 160 km의 긴 강이다. 옴브로네강의 발원지는 몬티 델 키안티의 남동쪽에 있는 카스텔누오보베라르덴가이다. 꼬불꼬불한 길을 거친 뒤, 이스티아돔브로네 평원에 다달하기 이전에 아르비아 개천과 메르세강, 오르차의 수원과 합해진다.